# Усть-Хадын
Усть-Хады́н, Хадын-Аксы — арбан в Тандинском кожууне Республики Тыва. Входит в состав Дургенского сумона.

## География
Арбан находится в Тувинской котловине, при впадении р. Хадын в озеро Хадын.
Климат
Арбан, как и весь Тандинский кожуун, приравнен к районам Крайнего Севера.

## Население
| 2002 | 2010 |
| ---- | ---- |
| 231  | ↘182 |

Национальный состав
Согласно результатам переписи 2002 года, в национальной структуре населения тувинцы составляли 96 %

## Инфраструктура
образование
МБОУ ООШ с. Усть-Хадын
Детсад «Чинчи»
туризм
Озеро Хадын — излюбленное место дикого отдыха жителей республики.
культура
Сельский дом культуры

## Транспорт
Поселковая дорога к автодороге местного значения 93Н-31.